# John Barry (Bischof, 1875)
John Barry (* 18. Juni 1875 nahe Freemount, County Cork; † 22. März 1938 in Sydney) war römisch-katholischer Bischof von Goulburn.

## Leben
John Barry wurde Juni 1875 als ältestes von 10 Geschwistern des Landwirts Simon Barry und seiner Frau Mary geboren. Die Familie war sehr religiös. Zwei seiner Schwestern wurden später Nonnen. Barry selbst schlug später einen ähnlichen Weg ein und bereitete sich am St Patrick’s College in Maynooth auf das Priesteramt vor. Am 18. Juni 1899 empfing er dort die Priesterweihe und brach noch im selben Jahr nach Australien auf. Am 8. November erreichte er Melbourne. Nachdem er als Kurat in Dandenong und St Kilda East tätig gewesen war, wurde er von 1907 bis 1912 Gemeindepfarrer in Mansfield. Im Jahr 1912 wurde Barry Gemeindepfarrer in Balaclava und im März 1917 erfolgte seine Ernennung zum Administrator der St. Patrick’s Cathedral und zum Kanzler des Erzbistums Melbourne durch Erzbischof Thomas Joseph Carr. Als Carr zwei Monate später starb, wurde Barry von Carrs Nachfolger Erzbischof Daniel Mannix bestätigt. Als Mannix 1920 kurze Zeit nicht in Australien weilte, vertrat ihn Barry in dem Erzbistum. Ein Grund hierfür war zum einen die Reputation als hartarbeitender und effektiven Organisator, die er sich im Laufe der Jahre erworben hatte, sowie zum anderen das Vertrauen und die Freundschaft, die die beiden aus demselben irischen Bistum stammenden Männer verband.
Am 5. März 1924 wurde Barry zum Bischof von Goulburn ernannt und erhielt am 29. Juni durch den Apostolischen Delegaten Bartolomeo Cattaneo die Bischofsweihe. Mitkonsekratoren waren der Bischof von Wilcannia-Forbes, William Hayden, und der Bischof von Wagga Wagga, Joseph Wilfrid Dwyer.
Als Bischof ließ er die Saints Peter and Paul’s Cathedral in Goulburn renovieren, das Hospital of St John of God erweitern, baute die Betreuung von Waisen aus und gründete eine technische Schule sowie eine Bistumsbibliothek. Daneben begann Barry auch die katholischen Institutionen in Canberra auszubauen. In seinem Bistum wurde er so während der Weltwirtschaftskrise als building bishop bekannt. Barry war ein ausgesprochener Befürworter systematischer Visiten und war als solche oft in seinem Bistum unterwegs.
Während seiner Teilnahme am Regional Missionary and Eucharistic Congress in Newcastle erkrankte Barry und starb schließlich am 22. März 1938 im Lewisham Hospital in Sydney an einem koronaren Verschluss. Er wurde auf dem katholischen Friedhof in Kenmore, Goulburn beigesetzt.